# Sächsisches Wirtschaftsarchiv
Das Sächsische Wirtschaftsarchiv e.V. (SWA) ist das Wirtschaftsarchiv des Freistaats Sachsen. Die drei sächsischen Industrie- und Handelskammern gründeten es am 5. April 1993 mit dem Auftrag „Sicherung, Bewertung und Bewahrung des wirtschaftlichen Archivgutes aller Regionen des Freistaates Sachsen“. Es ist das erste Regionale Wirtschaftsarchiv in Ostdeutschland. Der Hauptsitz des Sächsischen Wirtschaftsarchivs befindet sich in Leipzig. Das Wirtschaftsarchiv als Verein hat 121 natürliche und juristische Mitglieder.
Am 12. August 2016 beteiligte sich das Sächsische Wirtschaftsarchiv erstmals am Tag der Industriekultur Leipzig.

## Bestände
Das Sächsische Wirtschaftsarchiv hat 330 Unternehmensbestände auf 3.500 laufenden Metern sowie eine Archivbibliothek mit 10.000 Bänden.